# Félix Monteira
Félix Monteira de la Fuente (Ponferrada, 1950) es un periodista español. Estuvo vinculado al Grupo Prisa, editor del diario El País, durante 33 años.

## Biografía
Félix Monteira nació en Ponferrada, León, en 1950. Es Licenciado en Ciencias Políticas por la Universidad Complutense de Madrid (1974), donde también cursó estudios de Sociología, Economía y Periodismo.

## Trayectoria
Monteira trabajó para el diario El País desde 1976, cuando formó parte del equipo fundador del medio. Empezó su carrera en la sección de documentación de El País y después pasó a ser subdirector de la sección de Economía y corresponsal en Bruselas durante cinco años. Más tarde abordó un nuevo proyecto, la creación del semanario El Globo, nueva cabecera semanal del Grupo Prisa. 
Después volvió a Madrid, donde fue nombrado jefe de la sección de Nacional. En este cargo permaneció hasta diciembre de 1993, fecha en la que se convirtió en subdirector de Información General de El País. En septiembre de 1999, Monteira pasó a dirigir el diario económico Cinco Días. Entre 2003 y 2006, volvió a ser subdirector de El País y posteriormente fue nombrado director de la edición del mismo rotativo en Galicia. El 5 de enero de 2009 dimitió del Grupo Prisa.

## Diario Público
El 13 de enero de 2009 fue nombrado director del diario Público, en sustitución de Ignacio Escolar, y ocupó el cargo hasta el 4 de marzo de 2010.

## Secretaría de Estado de Comunicación
El 4 de marzo de 2010, en un momento delicado de la política nacional, Monteira fue nombrado secretario de Estado de Comunicación, en sustitución de Nieves Goiocoechea. Jesús Maraña, subdirector del diario Público, pasó en ese momento a dirigir el periódico de Monteira.